# 江戸堀コダマビル
江戸堀コダマビル（えどぼりコダマビル）は、大阪市西区に所在する近代建築である。1935年に綿布商児玉竹次郎の居宅として建てられ、1978年以降はテナントビルとして使われている。2007年には国の登録有形文化財に登録された。

## 歴史
建築主の児玉竹次郎は1878年（明治11年）に岐阜県に生まれ、12歳から丁稚奉公で大阪へ来た。1902年に独立し、靱上通にワイシャツやカフスの製造販売を行う「児玉竹平商店」を設立。1935年には江戸堀北通1丁目に岡本工務店所属の山中茂一の設計による住宅を建てた。その後、児玉家は兵庫県宝塚市に新居を建て移り住む。第二次世界大戦の大阪大空襲では店舗は焼失したが、本宅は鉄筋コンクリートの耐火構造であったことに加え、裏手が江戸堀川であったため戦火を免れた。児玉竹平商店は物資統制のあおりを受け、企業統合された。戦後は住宅として1棟貸しし、1967年から1978年までは会員制クラブ「大阪精華倶楽部」に貸し出した。1972年に竹次郎の孫の竹之助の管理に移る。1978年に全面改修され、テナントビルになった。1982年には日本建築学会により「明治、大正、昭和の保存すべき貴重な建築物」として、『日本近代建築総覧』に掲載された。1986年には1階の一部を改修し、本格的な音響特性を備えた音楽レッスンホールを開設。2006年に全面改修が行われ、宝塚の実家の蔵に残されていた生活雑貨や台所用品を展示する「大正・昭和の家庭用品展示室」を開設した。2007年（平成19年）10月2日には登録有形文化財の登録を受ける。2014年には、大阪市都市整備局による「生きた建築ミュージアム・大阪セレクション」に選定された。

## 建築
Osaka Metro四つ橋線肥後橋駅近く、四つ橋筋から西に入った江戸堀北通りの南側に位置する。間口は約7.9mで、通りから奥まった部分には竣工当初は塀に囲まれた前庭があった。
施工を担った岡本工務店は、近隣の日本基督教団大阪教会などウィリアム・メレル・ヴォーリズ設計の建物を手掛けたことで知られ、ヴォーリズが得意としたスパニッシュ様式の影響がうかがえるが、正面左側窓周りの青海波や肘木など和風のモチーフも見てとることができ、和洋折衷建築と捉えられる。正面右側の半円形のバルコニーや、鉄製の手摺も特徴的である。設計者の山中茂一は岡本工務店の所属で、アメリカで建築を学んだのち、本建物のほか大阪日本橋キリスト教会の設計も手掛けている。住宅として使われていた当時は内部は和風で、鰻の寝床状に奥まった建物に襖で仕切られた和室が並んでいた。現存しない塀も和風の造りであった。ビル正面のオープンテラスにはイタリア人デザイナークラウディオ・サロッキによるガラス屋根が架かり、その下には近隣の損害保険会社ビルの柱頭と大久保英治によるオブジェが飾られている。1階窓にはステンドグラスが現存する。当初の構造では地下に石炭を燃料とするボイラーがあり、全館暖房が完備されていた。トイレは水洗式で、地下に浄化槽があり、地下のトイレと浄化槽、ボイラー用の3本の煙突があった。建築主の孫で建物を受け継いだ竹之助は画廊を開設し、当時珍しかったイタリアの現代美術を展示して大阪における芸術シーンで重要な役割を果たした。のちに画廊は閉館したが、2階の資料室にはコンメンダトーレを受章したこともあるビルオーナーが収集したイタリア関連の資料が収蔵されている。地下には工房を設け、替えの利かない鉄製の窓の金物などを自ら修理した。
- 4階 - 建築工房 匠楽舎
- 3階 - 手芸アトリエ、談話室、大正・昭和の家庭用品展示室[注釈 6]
- 2階 - Wintecare JAPAN Inc.（スイスの高周波温熱器会社の日本法人）、イタリア資料室、江戸堀コダマビル事務所
- 1階 - Bon voyage（ブティック）、室内楽練習室[注釈 3]
- 地階 - 集会室